# Нонасамарийтетрагаллий
Нонасамарийтетрагаллий — бинарное неорганическое соединение, интерметаллид
самария и галлия
с формулой Ga4Sm9,
кристаллы.

## Получение
- Сплавление стехиометрических количеств чистых веществ:

{\displaystyle {\mathsf {9Sm+4Ga\ {\xrightarrow {873^{o}C}}\ Ga_{4}Sm_{9}}}}

## Физические свойства
Нонасамарийтетрагаллий образует кристаллы
тетрагональной сингонии, пространственная группа I 4/m, параметры ячейки a = 1,1940 нм, c = 0,5081 нм, Z = 2
.
Соединение образуется по перитектической реакции при температуре 873 °C
.